# 斯維多韋茨
50°44′25″N 31°34′32″E / 50.74028°N 31.57556°E
斯維多韋茨（羅馬化：Svydovets）是烏克蘭北部的村莊，隸屬切爾尼希夫州的尼任區。該村始建於1155年，面積3.95平方公里，海拔高度136米，2006年人口593，人口密度每平方公里150.2人。